# Teófilo Gutiérrez
Teófilo Gutiérrez, né le 17 mai 1985 à Barranquilla, est un footballeur international colombien évoluant au poste d'attaquant à l'Atlético Junior.

## Parcours

### Débuts
Il réalise sa première saison en D1 colombienne lors de l'exercice 2007 avec les Junior de Barranquilla.
Après une saison 2009 où il termine meilleur buteur lors du tournoi d'ouverture, et deuxième meilleur buteur sur la dernière phase du championnat, il décide de tenter l'aventure européenne.

### Départ en Europe
Fort de ses performances en Colombie, il s'engage en janvier 2010 avec le club turc de Trabzonspor jusqu'en juin 2013.
Cependant, il peine à s'imposer et ne marque aucun but lors de la saison 2009-2010. Sur le banc, il ne jouera aucune minute lors de la finale de la coupe de Turquie 2010.
La saison suivante n'est guère meilleure. Dans un secteur offensif pléthorique avec pour concurrent Umut Bulut, Burak Yılmaz et Jajá Coelho et malgré ses 4 buts en 6 matchs de championnat il met un terme à cette aventure.

### L'Argentine
Un an après sa venue en Turquie, il quitte Trabzon en janvier 2011 pour le championnat argentin en signant au Racing. Très vite, il s'impose et inscrit 11 buts sur les 16 matchs qu'il dispute jusqu'à la fin de la saison. Fin 2011, il permet à son équipe de terminer deuxième du tournoi d'ouverture, permettant au Racing de côtoyer de nouveau les sommets.
Le 14 avril 2012, lors du Clásico de Avellaneda contre Independiente. Après avoir ouvert le score, il prend un carton rouge en s'énervant contre l'arbitre, laissant ses coéquipiers à 9. Après le match (finalement perdu 4-1), dans le vestiaire, le capitaine vient lui faire la leçon, et Teo Gutiérrez réagit en le menaçant avec une arme de paintball. 
Après cet événement, le président du Racing,  décide que l’attaquant ne « porterait plus ce maillot«.

### Sélection nationale
Sélectionné régulièrement depuis 2009, il fait partie de l'équipe qui échoue en quarts de finale de la Copa América 2011. Jamais titulaire, il est remplaçant lors de deux matchs y compris lors de la défaite contre le Pérou où il entre à la 104e minute sans parvenir à empêcher l'élimination de son équipe.

## Statistiques

### En sélection nationale
| Saison                | Sélection             | Phases finales          | Phases finales | Phases finales | Phases finales | Éliminatoires CDM | Éliminatoires CDM | Éliminatoires CDM | Matchs amicaux | Matchs amicaux | Matchs amicaux | Total | Total | Total |
| Saison                | Sélection             | Compétition             | M              | B              | Pd             | M                 | B                 | Pd                | M              | B              | Pd             | M     | B     | Pd    |
| --------------------- | --------------------- | ----------------------- | -------------- | -------------- | -------------- | ----------------- | ----------------- | ----------------- | -------------- | -------------- | -------------- | ----- | ----- | ----- |
| 2008-2009             | Colombie              | -                       | -              | -              | -              | 0                 | 0                 | 0                 | -              | -              | -              | 0     | 0     | 0     |
| 2009-2010             | Colombie              | -                       | -              | -              | -              | 3                 | 1                 | 0                 | 3              | 1              | 0              | 6     | 2     | 0     |
| 2010-2011             | Colombie              | Copa América 2011       | 3              | 0              | 0              | -                 | -                 | -                 | 2              | 0              | 0              | 5     | 0     | 0     |
| 2011-2012             | Colombie              | -                       | -              | -              | -              | 2                 | 0                 | 0                 | 3              | 3              | 0              | 5     | 3     | 0     |
| 2012-2013             | Colombie              | -                       | -              | -              | -              | 6                 | 5                 | 0                 | 2              | 0              | 0              | 8     | 5     | 0     |
| 2013-2014             | Colombie              | Coupe du monde 2014     | 4              | 1              | 1              | 3                 | 1                 | 0                 | 4              | 1              | 0              | 11    | 3     | 1     |
| 2014-2015             | Colombie              | Copa América 2015       | 4              | 0              | 0              | -                 | -                 | -                 | 5              | 1              | 0              | 9     | 1     | 0     |
| 2015-2016             | Colombie              | Copa América Centenario | -              | -              | -              | 3                 | 1                 | 0                 | 1              | 0              | 0              | 4     | 1     | 0     |
| 2016-2017             | Colombie              | -                       | -              | -              | -              | -                 | -                 | -                 | 2              | 0              | 0              | 2     | 0     | 0     |
| 2017-2018             | Colombie              | Coupe du monde 2018     | -              | -              | -              | 2                 | 0                 | 0                 | -              | -              | -              | 2     | 0     | 0     |
| Total sur la carrière | Total sur la carrière | Total sur la carrière   | 11             | 1              | 1              | 19                | 8                 | 0                 | 22             | 6              | 0              | 52    | 15    | 1     |

## Palmarès
- Racing
  - Vice-champion du tournoi d'ouverture 2011-2012.

- Trabzonspor
  - Vainqueur de la Coupe de Turquie 2010.
  - Vainqueur de la Supercoupe de Turquie 2010.

- Junior Barranquilla
  - Meilleur buteur du Championnat 2009.

- River Plate
  - Copa Sudamericana : 2014
  - Recopa Sudamericana : 2015